# Kisvác megállóhely
Kisvác megállóhely egy Pest vármegyei vasúti megállóhely, amit a MÁV üzemeltet. Vác Iskolaváros és Szentmihály nevű városrészei között helyezkedik el, közvetlenül a 2-es főút mellett.
Áthaladó vasútvonalak:
- Vác–Balassagyarmat-vasútvonal (75)

A megállón nincs esővédő alkalmatosság, mozgássérültek számára nem járható.
Az iskolák miatt a nap bizonyos időszakaiban a megállóhely jelentősen túlterhelt.

## Megközelítés tömegközlekedéssel
- Helyi és helyközi busz:  328, 329, 330, 331, 332, 350, 351, 362
- Távolsági busz:  1010, 1013

## Forgalom
| Járat | Útvonal | Gyakoriság |
| ----- | --- | ---------- |
| S750  | Vác – Kisvác – Fenyveshegy – Magyarkút-Verőce – Magyarkút – Szokolya – Berkenye – Nógrád – Diósjenő | Óránként   |
| S750  | Vác – Kisvác – Fenyveshegy – Magyarkút-Verőce – Magyarkút – Szokolya – Berkenye – Nógrád – Diósjenő – Borsosberény – Nagyoroszi – Drégelyvár – Sáferkút – Drégely – Drégelypalánk – Ipolyvece – Dejtár – Ipolyszög – Balassagyarmat | Napi 7 pár |